# Irene Urdangarin y Borbón
Irene Urdangarin y Borbón, grande d'Espagne, né le 5 juin 2005 à Barcelone, en Espagne, est le quatrième enfant et l'unique fille de l'infante Cristina, et de son ex-époux Iñaki Urdangarin. Petite-fille du roi Juan Carlos Ier, Irene occupe actuellement la dixième place dans l'ordre de succession au trône.

## Biographie

### Naissance et baptême
Irène naît le 5 juin 2005 à la clinique Teknon (es) de Barcelone à 15 h 55 ; à sa naissance, elle pèse 3,685 kilogrammes et mesure 50 centimètres.
Elle est le sixième petit-enfant et la deuxième petite-fille du roi Juan Carlos Ier et de la reine Sophie d'Espagne.
Irene est baptisée le 14 juillet 2005 au palais de la Zarzuela par l'archevêque de Madrid, Antonio María Rouco Varela. Ses parrain et marraine sont Pedro López-Quesada et Rosario Nadal (en), princesse de Preslav.

### Enfance et jeunesse
Depuis sa naissance jusqu'en 2009, elle vit à Barcelone, où elle étudie au lycée français de Barcelone[réf. nécessaire].
En 2009, la famille déménage à Washington. En 2012, ils retournent à Barcelone, jusqu'en septembre 2014, date à laquelle ils déménagent à Genève.
En 2024, elle étudie un cursus en hôtellerie, gestion d'événements et tourisme  à l'Université d'Oxford

## Titulature
Irene Urdangarin y Borbón est grande d'Espagne. Dès sa naissance, elle porte légalement le prédicat honorifique de « Son Excellence ».